# Lipper Heide

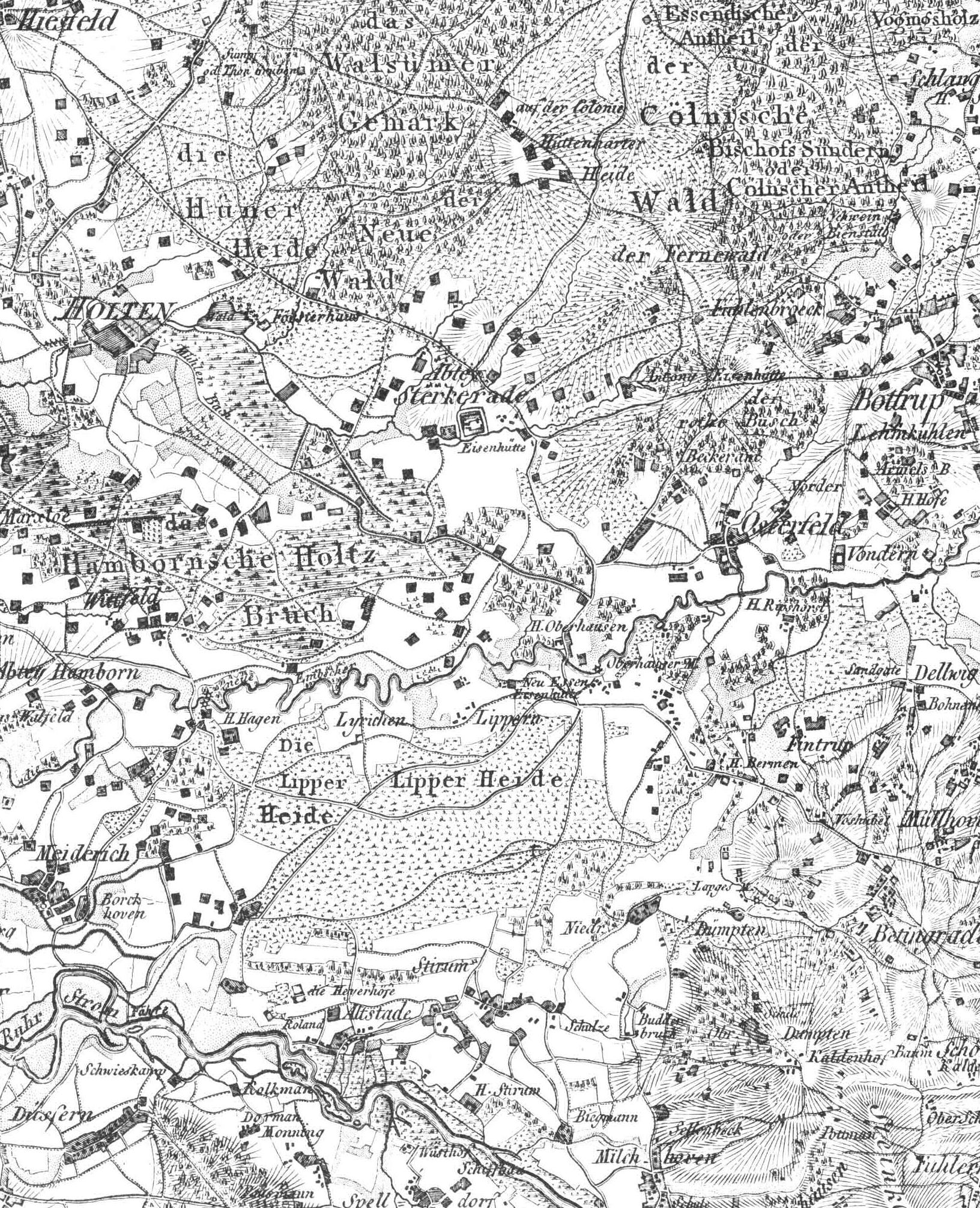
Das Gebiet der Lipper Heide auf der Karte von Le Coq 1805

Lipper Heide bezeichnet eine Heidelandschaft im westlichen Ruhrgebiet, auf der ab 1850 die Kernbebauung der heutigen Stadt Oberhausen entstand. Das Gebiet wurde nördlich von der Emscher begrenzt und reichte westlich bis Meiderich, östlich bis Borbeck und südlich bis Alstaden, Styrum und Dümpten, umfasste also ungefähr den heute als Alt-Oberhausen bezeichneten Bereich. Das Heidegebiet ist nach der am Rand der Heide gelegenen Bauerschaft Lippern benannt worden.
Das Heidegebiet war bereits in vor- und frühgeschichtlicher Zeit besiedelt, mittelsteinzeitliche Überreste hat man unmittelbar nördlich des Gebietes in Lirich im Tal der Emscher gefunden, jungsteinzeitliche nördlich Alstadens im Bereich der Lipper Heide.
Im Mittelalter gehörte der größte Teil des Heidegebietes zum Stift Essen, der südliche Randbereich zur Herrschaft Broich. In einer Urkunde vom 15. Januar 947 sind die Bauerschaften Lirich und Lippern erstmals erwähnt, sie gehören seitdem zum Stift Essen.
In frühneuzeitlichen Karten sind in dem zum Stift Essen gehörenden Gebiet zwei Bauerschaften verzeichnet: Lippern und Lirich, die um 1500 zusammen 26 Hofstellen umfassten. In dem zu Broich gehörenden Teil entstand kurz vor 1700 eine weitere Bauerschaft, die Heider Höfe genannt wurde.
Nach 1815 gehörte das Heidegebiet verwaltungsmäßig zur Bürgermeisterei Borbeck innerhalb des Kreises Essen wurde. Von 1823 bis 1859 gehörte Borbeck zum Kreis Duisburg. 1862 wurde das Gebiet an die neu gegründete Gemeinde Oberhausen abgetreten. Der südliche Rand der Lipper Heide gehörte verwaltungsmäßig zu den Gemeinden Alstaden, Styrum und Dümpten. Bei der Gründung Oberhausens mussten auch diese Gemeinden einen etwa einen Kilometer breiten Streifen des Heidegebietes an die neu gegründete Gemeinde abtreten.
1863 wurde von der Stadtgemeinde Oberhausen der Beschluss gefasst, die Heidelandschaften zu parzellieren. Dazu wurde der Geometer Fuchs beauftragt, die nötigen Vermessungen vorzunehmen. 1865 schließlich bekam August Kind als Essener Kreisbaumeister und wegen seiner nachgewiesenen Befähigung zu Planungsarbeiten den Auftrag, die Parzellierungen umzusetzen.
Durch den Kind'schen Rasterplan von 1865 erhielt die junge Stadt eine größere Anzahl von heute noch existenten Alleen und Straßenzügen.
Im Verlaufe der Industrialisierung ist das Heidegebiet durch Bebauung und Ansiedlung von Industrie verschwunden, lediglich Gemarkungsnamen und Straßennamen wie „Lipperheidstraße“ erinnern noch daran.